# Coppa Italia 2011-2012 (pallamano maschile)
La Coppa Italia di pallamano 2011-2012 è stata la 27ª edizione del torneo annuale organizzato dalla Federazione Italiana Gioco Handball.

Alla competizione partecipano le dodici squadre della Serie A Élite più le diciannove squadre partecipanti alla Serie A1.

Il torneo è stato vinto dall'SSV Bozen che in finale ha battuto la Polisportiva Junior Fasano con il punteggio di 29-27.

## Formula
Le 31 formazioni dei campionati di Serie A d'Elite e Serie A1 Maschile sono state suddivise in otto raggruppamenti. Al termine di questa fase, le prime classificate dei rispettivi gruppi disputarono i quarti di finale, in base ai seguenti accoppiamenti:
- Vincente Girone F – Vincente Girone D
- Vincente Girone A – Vincente Girone C
- Vincente Girone H – Vincente Girone E
- Vincente Girone G – Vincente Girone B

Le squadre vincenti da questi incontri hanno partecipato alle Final Four un'unica sede per l'assegnazione della Coppa Italia 2011/2012.

## Squadre partecipanti

### Serie A d'Elite
| - Bologna United - Dorica Ancona - Pressano | - Ambra - Conversano - Mezzocorona | - Noci - Trieste - Junior Fasano | - Bozen - Brixen - Teramo |

### Serie A1
| - Carpi - Casalgrande - Cassano Magnago - Leno - Mestrino | - Estense Ferrara - Meran - Parma - Jchnusa Sassari - Oderzo | - Altamura - Città Sant'Angelo - Chieti - CUS Palermo - Gaeta | - Haenna - Lazio - Romagna - Fondi |

## Prima fase

### Girone A
| Squadra 1   | Squadra 2   | Risultato                      |
| ----------- | ----------- | ------------------------------ |
| Brixen      | Bozen       | Bressanone, 16 settembre 2011  |
| Brixen      | Bozen       | 22 - 24                        |
| Pressano    | Meran       | Lavis, 16 settembre 2011       |
| Pressano    | Meran       | 32 - 18                        |
| Bozen       | Pressano    | Bolzano, 17 settembre 2011     |
| Bozen       | Pressano    | 40 - 26                        |
| Meran       | Mezzocorona | Merano, 17 settembre 2011      |
| Meran       | Mezzocorona | 32 - 25                        |
| Meran       | Brixen      | Merano, 21 settembre 2011      |
| Meran       | Brixen      | 28 - 29 (dtr)                  |
| Pressano    | Mezzocorona | Lavis, 21 settembre 2011       |
| Pressano    | Mezzocorona | 33 - 24                        |
| Mezzocorona | Brixen      | Mezzocorona, 23 settembre 2011 |
| Mezzocorona | Brixen      | 25 - 38                        |
| Bozen       | Meran       | Bolzano, 23 settembre 2011     |
| Bozen       | Meran       | 33 - 21                        |
| Brixen      | Pressano    | Bressanone, 24 settembre 2011  |
| Brixen      | Pressano    | 28 - 31                        |
| Mezzocorona | Bozen       | Mezzocorona, 24 settembre 2011 |
| Mezzocorona | Bozen       | 15 - 44                        |

|   | Girone A    | Punti | G | V | N | P | GF  | GS  | DR  |
| - | ----------- | ----- | - | - | - | - | --- | --- | --- |
| 1 | Bozen       | 12    | 4 | 4 | 0 | 0 | 141 | 87  | +57 |
| 2 | Pressano    | 9     | 4 | 3 | 0 | 1 | 122 | 110 | +12 |
| 3 | Brixen      | 6     | 4 | 2 | 0 | 2 | 117 | 107 | +10 |
| 4 | Meran       | 3     | 4 | 1 | 0 | 3 | 99  | 119 | -20 |
| 5 | Mezzocorona | 0     | 4 | 0 | 0 | 4 | 89  | 147 | -58 |

### Girone B
| Squadra 1       | Squadra 2       | Risultato                  |
| --------------- | --------------- | -------------------------- |
| Carpi           | Parma           | Sestola, 23 settembre 2011 |
| Carpi           | Parma           | 29 - 18                    |
| Cassano Magnago | Leno            | Sestola, 23 settembre 2011 |
| Cassano Magnago | Leno            | 34 - 21                    |
| Carpi           | Cassano Magnago | Sestola, 23 settembre 2011 |
| Carpi           | Cassano Magnago | 23 - 26                    |
| Parma           | Leno            | Sestola, 23 settembre 2011 |
| Parma           | Leno            | 31 - 30                    |
| Parma           | Cassano Magnago | Sestola, 24 settembre 2011 |
| Parma           | Cassano Magnago | 22 - 35                    |
| Leno            | Carpi           | Sestola, 24 settembre 2011 |
| Leno            | Carpi           | 25 - 33                    |

|   | Girone B        | Punti | G | V | N | P | GF | GS | DR  |
| - | --------------- | ----- | - | - | - | - | -- | -- | --- |
| 1 | Cassano Magnago | 9     | 3 | 3 | 0 | 0 | 95 | 66 | +29 |
| 2 | Carpi           | 6     | 3 | 2 | 0 | 1 | 85 | 69 | +16 |
| 3 | Parma           | 3     | 3 | 1 | 0 | 2 | 71 | 94 | -23 |
| 4 | Leno            | 0     | 3 | 0 | 0 | 3 | 76 | 98 | -22 |

### Girone C
| Squadra 1       | Squadra 2       | Risultato                              |
| --------------- | --------------- | -------------------------------------- |
| Oderzo          | Mestrino        | Oderzo, 17 settembre 2011              |
| Oderzo          | Mestrino        | 26 - 33                                |
| Estense Ferrara | Trieste         | Oderzo, 17 settembre 2011              |
| Estense Ferrara | Trieste         | 34 - 26                                |
| Trieste         | Oderzo          | Trieste, 23 settembre 2011             |
| Trieste         | Oderzo          | 34 - 22                                |
| Estense Ferrara | Mestrino        | Ferrara, 23 settembre 2011             |
| Estense Ferrara | Mestrino        | 26 - 19                                |
| Mestrino        | Trieste         | Torri di Quartesolo, 25 settembre 2011 |
| Mestrino        | Trieste         | 15 - 23                                |
| Oderzo          | Estense Ferrara | Torri di Quartesolo, 25 settembre 2011 |
| Oderzo          | Estense Ferrara | 32 - 44                                |

|   | Girone C        | Punti | G | V | N | P | GF  | GS  | DR  |
| - | --------------- | ----- | - | - | - | - | --- | --- | --- |
| 1 | Estense Ferrara | 9     | 3 | 3 | 0 | 0 | 104 | 77  | +27 |
| 2 | Trieste         | 6     | 3 | 2 | 0 | 1 | 83  | 71  | +12 |
| 3 | Mestrino        | 3     | 3 | 1 | 0 | 2 | 67  | 75  | -8  |
| 4 | Oderzo          | 0     | 3 | 0 | 0 | 3 | 80  | 111 | -31 |

### Girone D
| Squadra 1      | Squadra 2   | Risultato                      |
| -------------- | ----------- | ------------------------------ |
| Bologna United | Romagna     | San Lazzaro, 23 settembre 2011 |
| Bologna United | Romagna     | 35 - 33 (dtr)                  |
| Ambra          | Casalgrande | San Lazzaro, 23 settembre 2011 |
| Ambra          | Casalgrande | 31 - 24                        |
| Bologna United | Casalgrande | San Lazzaro, 24 settembre 2011 |
| Bologna United | Casalgrande | 33 - 30                        |
| Ambra          | Romagna     | San Lazzaro, 24 settembre 2011 |
| Ambra          | Romagna     | 26 - 19                        |
| Bologna United | Ambra       | San Lazzaro, 25 settembre 2011 |
| Bologna United | Ambra       | 25 - 32                        |
| Romagna        | Casalgrande | San Lazzaro, 25 settembre 2011 |
| Romagna        | Casalgrande | 29 - 28 (dtr)                  |

|   | Girone D       | Punti | G | V | N | P | GF | GS | DR  |
| - | -------------- | ----- | - | - | - | - | -- | -- | --- |
| 1 | Ambra          | 9     | 3 | 3 | 0 | 0 | 89 | 68 | +21 |
| 2 | Bologna United | 5     | 3 | 2 | 0 | 1 | 93 | 95 | -2  |
| 3 | Romagna        | 3     | 3 | 1 | 0 | 2 | 81 | 89 | -8  |
| 4 | Casalgrande    | 1     | 3 | 0 | 0 | 3 | 82 | 93 | -11 |

### Girone E
| Squadra 1         | Squadra 2     | Risultato                            |
| ----------------- | ------------- | ------------------------------------ |
| Città Sant'Angelo | Teramo        | Città Sant'Angelo, 23 settembre 2011 |
| Città Sant'Angelo | Teramo        | 37 - 41                              |
| Dorica Ancona     | Chieti        | Città Sant'Angelo, 23 settembre 2011 |
| Dorica Ancona     | Chieti        | 31 - 38                              |
| Città Sant'Angelo | Chieti        | Città Sant'Angelo, 24 settembre 2011 |
| Città Sant'Angelo | Chieti        | 36 - 34                              |
| Dorica Ancona     | Teramo        | Città Sant'Angelo, 24 settembre 2011 |
| Dorica Ancona     | Teramo        | 25 - 35                              |
| Città Sant'Angelo | Dorica Ancona | Città Sant'Angelo, 25 settembre 2011 |
| Città Sant'Angelo | Dorica Ancona | 30 - 25                              |
| Chieti            | Teramo        | Città Sant'Angelo, 25 settembre 2011 |
| Chieti            | Teramo        | 34 - 40                              |

|   | Girone E          | Punti | G | V | N | P | GF  | GS  | DR  |
| - | ----------------- | ----- | - | - | - | - | --- | --- | --- |
| 1 | Teramo            | 9     | 3 | 3 | 0 | 0 | 116 | 96  | +20 |
| 2 | Città Sant'Angelo | 6     | 3 | 2 | 0 | 1 | 103 | 100 | +3  |
| 3 | Chieti            | 3     | 3 | 1 | 0 | 2 | 106 | 107 | -1  |
| 4 | Dorica Ancona     | 0     | 3 | 0 | 0 | 3 | 81  | 103 | -22 |

### Girone F
| Squadra 1 | Squadra 2 | Risultato                |
| --------- | --------- | ------------------------ |
| Fondi     | Lazio     | Fondi, 23 settembre 2011 |
| Fondi     | Lazio     | 35 - 24                  |
| Gaeta     | Sassari   | Fondi, 23 settembre 2011 |
| Gaeta     | Sassari   | 28 - 25                  |
| Fondi     | Sassari   | Fondi, 24 settembre 2011 |
| Fondi     | Sassari   | 28 - 32                  |
| Lazio     | Gaeta     | Fondi, 24 settembre 2011 |
| Lazio     | Gaeta     | 38 - 28                  |
| Fondi     | Gaeta     | Fondi, 25 settembre 2011 |
| Fondi     | Gaeta     | 27 - 23                  |
| Lazio     | Sassari   | Fondi, 25 settembre 2011 |
| Lazio     | Sassari   | 31 - 32 (dtr)            |

|   | Girone F | Punti | G | V | N | P | GF | GS | DR  |
| - | -------- | ----- | - | - | - | - | -- | -- | --- |
| 1 | Fondi    | 6     | 3 | 2 | 0 | 1 | 90 | 79 | +11 |
| 2 | Sassari  | 5     | 3 | 2 | 0 | 1 | 89 | 87 | +2  |
| 3 | Lazio    | 4     | 3 | 1 | 0 | 2 | 93 | 95 | -2  |
| 4 | Gaeta    | 3     | 3 | 1 | 0 | 2 | 79 | 90 | -11 |

### Girone G
| Squadra 1     | Squadra 2     | Risultato                     |
| ------------- | ------------- | ----------------------------- |
| Conversano    | Junior Fasano | Noci, 17 settembre 2011       |
| Conversano    | Junior Fasano | 21 - 25                       |
| Noci          | Altamura      | Noci, 17 settembre 2011       |
| Noci          | Altamura      | 40 - 19                       |
| Conversano    | Noci          | Fasano, 21 settembre 2011     |
| Conversano    | Noci          | 25 - 30                       |
| Junior Fasano | Altamura      | Fasano, 21 settembre 2011     |
| Junior Fasano | Altamura      | 39 - 12                       |
| Noci          | Junior Fasano | Conversano, 24 settembre 2011 |
| Noci          | Junior Fasano | 27 - 29 (dtr)                 |
| Conversano    | Altamura      | Conversano, 24 settembre 2011 |
| Conversano    | Altamura      | 37 - 22                       |

|   | Girone G      | Punti | G | V | N | P | GF | GS  | DR  |
| - | ------------- | ----- | - | - | - | - | -- | --- | --- |
| 1 | Junior Fasano | 8     | 3 | 3 | 0 | 0 | 93 | 60  | +33 |
| 2 | Noci          | 7     | 3 | 2 | 0 | 1 | 97 | 73  | +24 |
| 3 | Conversano    | 3     | 3 | 1 | 0 | 2 | 83 | 77  | +6  |
| 4 | Altamura      | 0     | 3 | 0 | 0 | 3 | 53 | 116 | -63 |

### Girone H
| Squadra 1 | Squadra 2   | Risultato               |
| --------- | ----------- | ----------------------- |
| Haenna    | CUS Palermo | Enna, 25 settembre 2011 |
| Haenna    | CUS Palermo | 32 - 16                 |

|   | Girone H    | Punti | G | V | N | P | GF | GS | DR  |
| - | ----------- | ----- | - | - | - | - | -- | -- | --- |
| 1 | Haenna      | 3     | 1 | 1 | 0 | 0 | 32 | 16 | +16 |
| 2 | CUS Palermo | 0     | 1 | 0 | 0 | 1 | 16 | 32 | -16 |

## Quarti di finale
| Squadra 1     | Squadra 2       | Andata               | Ritorno               | Totale  |
| ------------- | --------------- | -------------------- | --------------------- | ------- |
| Fondi         | Ambra           | Prato, 14 gen. 2012  | Prato, 15 gen. 2012   | 61 - 62 |
| Fondi         | Ambra           | 30 - 28              | 31 - 34               | 61 - 62 |
| Bozen         | Estense Ferrara | Bolzano, 8 dic. 2011 | Ferrara, 14 gen. 2012 | 84 - 57 |
| Bozen         | Estense Ferrara | 44 - 29              | 40 - 28               | 84 - 57 |
| Haenna        | Teramo          | Enna, 14 gen. 2012   | Enna, 15 gen. 2012    | 59 - 63 |
| Haenna        | Teramo          | 28 - 33              | 31 - 30               | 59 - 63 |
| Junior Fasano | Cassano Magnago | Fasano, 14 gen. 2012 | Fasano, 15 gen. 2012  | 60 - 58 |
| Junior Fasano | Cassano Magnago | 32 - 30              | 28 - 28               | 60 - 58 |

## Final four
La FIGH ha assegnato alla Pallamano Noci l'organizzazione delle final four che si disputano dal 29 al 30 marzo 2012 al Pala Intini Angelo di Noci.

### Semifinali
| Arbitri: | Bassi Scisci |

|                   |           |             |
| Bisori, Maraldi 7 | Marcatori | Radovčić 13 |

| Arbitri: | Cosenza Schiavone |

|                     |           |               |
| Beharević, Kokuca 8 | Marcatori | Ðorđijević 10 |

### Finale
| Arbitri: | Giu. Iaconello Gio. Iaconello |

|                                                                     |           |                                                                 |
| Radovčić 8 Turković 8 Maione 6 Šporčić 3 Gufler 2 Gaeta 1 Pircher 1 | Marcatori | Kokuca 10 Beharević 6 Rubino 5 Messina 3 Costanzo 2 De Santis 1 |